# COMVEN
A Comunicação Eletrônica de Venda de Veículo - COMVEN, é o serviço que registra e oficializa, através de meio eletrônico, a comunicação da venda na base de dados nacional do Registro Nacional de Veículos Automotores – RENAVAM. A criação desse serviço é o resultado de uma aliança entre o Departamento Nacional de Transito – DENATRAN e a Federação Brasileira de Notários e Registradores –FEBRANOR. A parceria foi firmada em agosto de 2007. 

## Detalhes importantes
De acordo com o Código de Trânsito Brasileiro – CTB (Lei Federal Nº 9.503 - artigo 134), comunicar a venda é uma obrigação legal do proprietário vendedor.

A comunicação de venda deverá ser realizada em até 30 dias, a partir da data da venda declarada no Certificado de Registro do Veículo – CRV.

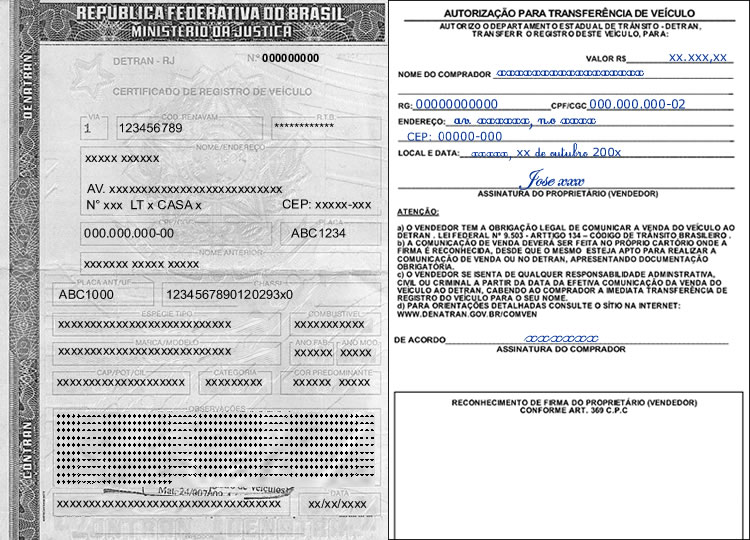
CRV frente e verso

O cumprimento dessa obrigação legal pode ser realizado no formato eletrônico, através de entidades devidamente autorizadas pela FEBRANOR ou documentalmente, nas dependências das entidades ou órgãos executivos de trânsito dos Estados e do Distrito Federal, de acordo com a legislação em vigor.
O proprietário-vendedor deve cumprir duas obrigações no momento da formalização da venda do veículo:
- 1- Reconhecer a firma por autenticidade em cartório de notas de sua escolha e,

- 2- Comunicar a venda à base de dados nacional do Registro Nacional de Veículos Automotores – RENAVAM através dos meios legalmente autorizados.

A principal vantagem da Comunicação de Venda no formato eletrônico é a rápida atualização do registro do veículo na base de dados do RENAVAM (nacional e estadual).
Com o cadastro do RENAVAM devidamente atualizado o Brasil deixa de ter perdas de arrecadação da ordem de R$ 1 bilhão/ano.
No web site do COMVEN é possível obter informações detalhadas sobre o serviço de comunicação de venda.

### Benefícios para o Brasil

#### Proprietário-Vendedor
- Isenção de responsabilidades: eximir imediatamente o VENDEDOR de quaisquer responsabilidades civil, administrativa e criminal sobre o veículo após a confirmação da Comunicação da Venda;
- Segurança Jurídica: o COMVEN é um serviço realizado com fé pública de um tabelião.

#### Estados da Federação e União
- Diminuição dos envios equivocados de cobrança de multas e IPVA;
- Diminuição dos lançamentos de débitos na Dívida Ativa dos Estados;
- Eliminação da atribuição equivocada de pontos nas carteiras de habilitação;
- Aumento e antecipação da arrecadação do IPVA;
- Aumento e antecipação da arrecadação das multas de trânsito;
- Maior agilidade ao processo de transferência de veículos nos postos do DETRAN;
- Controle efetivo sobre o prazo prescricional do artigo 123 do CTB;
- Maior arrecadação para o FUNSET – Fundo Nacional de Segurança e Educação de Transito.

#### Cartórios de Notas
- Aumento da gama de serviços oferecidos à sociedade;
- Possibilidade de realizar inúmeras transações em um único dia;
- Segurança e praticidade do serviço para o cidadão, pois as operações são feitas on-line e em tempo real;
- Poder oferecer mais comodidade e agilidade ao cidadão já que há cartórios de notas em todos os municípios do Brasil.

#### Revendas e Concessionárias de Veículos
- Isenção de responsabilidades: O revendedor fica isento do ônus trazido pelas eventuais infrações cometidas pelo comprador;
- Serviço diferenciado aos cidadãos: Garante ao "cliente-vendedor" e ao revendedor que a obrigação legal é cumprida informando aos DETRAN os dados dos compradores;
- Agilidade e Conveniência: Agiliza a Comunicação de Venda do Veículo de forma segura e sem burocracia;
- Menos burocracia: Elimina a necessidade de fazer a Comunicação de Venda posteriormente nos postos dos DETRAN;
- Evolução: Modernidade e transparência ao processo de consignação de veículos, beneficiando a imagem dos revendedores;
- Garantia de autenticidade: Garante a autenticidade da transação através da Fé Pública dos Cartórios e da tecnologia da Certificação Digital;
- Eliminação de gastos: Com o COMVEN não há necessidade de gastos com as transferências realizadas pelos compradores.